# Yusuf Al-Qaradawi
Youssef al-Qardaoui ou Yusuf al-Qradawi (em árabe: يوسف القرضاوي - Yūsuf al-Qaraḍāwiy‎) (9 de setembro de 1926 – Catar, 26 de setembro de 2022) foi um religioso muçulmano sunita catariano de origem egípcia. Al-Qardaoui foi presidente da União Mundial de Sábios Islâmicos (Ulemás). Dirigiu o Conselho Europeu para o Fatwa e Pesquisa sendo mais conhecido pelo seu programa na Al-Jazeera, ash-Shariah wal-Hayat (xaria e vida) e pelo IslamOnline (um sitio web que ajudou a fundar em 1997), onde oferece suas opiniões e éditos ("fatwa") baseados nas suas interpretações do Alcorão. Ele também publicou cerca de 50 livros, incluindo O legal e o proibido no Islão e Islão: A Civilização do Futuro. Venceu oito prémios internacionais por suas contribuições escolares.
Al-Qaradawi teve um dos papéis mais proeminentes na liderança da Irmandade Muçulmana, por duas vezes rejeitou a oferta pelo cargo de diretor dessa organização. Entre muitos muçulmanos ele é considerado moderadamente conservador, alegadamente procurando explicar e adaptar os ideais do estilo de vida islâmico com a sociedade moderna. Referência insuficiente. 
Como as opiniões de al-Qaradawi são vistas por outros como extremistas, ele teve um visto de entrada no Reino Unido recusado em 2008  e foi proibido de entrar nos EUA desde 1999  e na França em 2012. No mundo muçulmano, suas posições contra certos regimes valeram-lhe a proibição de entrada em vários países árabes, incluindo  Emirados Árabes Unidos  e Egito, onde foi julgado à  revelia  em 2013, e  a Interpol  lançou um  mandado  de prisão contra ele a pedido do Egito.

## Biografia
Al-Qaradawi nasceu no Egito. Logo após a morte de seu pai, com apenas dois anos de idade, sua guarda passou ao seu tio. Sua família pediu-lhe que abrisse uma mercearia ou se tornasse carpinteiro. Ao invés, ele leu e memorizou todo o Alcorão com apenas nove anos de idade. Qaradawi foi um seguidor de Hasan Al-Bann durante a sua juventude, sendo encarcerado em 1949, quando o Egito estava sob um regime monárquico, e após a publicação de O Tirano e o Acadêmico ele voltou a ser encarcerado por três vezes. Ele terminou seu seminário na Universidade de Al-Azhar antes de se mudar para o Catar.[carece de fontes?]
Trabalhou no Ministério de Doação Religiosa do Egito, foi o decano do Departamento Islâmico nas Faculdades da xaria e da Educação no Catar e serviu como líder dos Conselhos Científicos Islâmicos das Universidades e Institutos argelinos.[carece de fontes?]
Durante muito tempo, foi membro da Irmandade Muçulmana, e rejeitou vários convites para ser líder dessa irmandade. Foi o mentor do Conselho Europeu para o Fatwa e Pesquisa.
Al-Qaradawi morreu em 26 de setembro de 2022, aos 96 anos de idade, no Catar.

## Pontos de vista
Al-Qaradawi é conhecido pelos seus pontos de vista extremistas e antissemitas. Acerca de Adolf Hitler, disse em janeiro de 2009, que: "ao longo da História humana, Alá impôs aos judeus pessoas que os puniriam por sua corrupção. O último castigo foi executado por Hitler. Por meio de todas as coisas que ele lhes fez - mesmo se eles exageraram nesta questão - ele conseguiu pô-los no seu lugar. Esta foi a sua punição divina. Se Alá quiser, a próxima vez será pela mão dos crentes."
Acerca da condição feminina, Al-Qaradawi apoiou a violência doméstica, e a mutilação genital feminina, uma prática considerada universalmente inaceitável pela Organização Mundial de Saúde e Nações Unidas.
Na opinião de Al-Qaradawi, o Islão já não existiria hoje em dia, caso não se executassem os apóstatas, como determinado pela Xaria. Ele afirmou que "a Xaria não pode ser emendada para se conformar aos valores e normas humanos em mutação, pelo contrário, é a norma absoluta a que todos os valores e condutas humanas devem obedecer; é o quadro a que devem ser referidos; é a escala em que devem ser pesados."  Na sua obra The Lawful and the Prohibited in Islam cita Maomé: "O Profeta limitou a pena capital a estes três crimes apenas, dizendo, o derramamento do sangue de um muçulmano. não é lícito, excepto por uma de três razões: uma vida por uma vida, uma pessoa casada que comete adultério, e aquele que se afasta da sua religião e abandona a comunidade."
Karima Bennoune, autora do livro "Your Fatwa Does Not Apply Here: Untold Stories from the Fight Against Muslim Fundamentalism" comenta nas suas páginas o duplo discurso de personalidades como Qaradawi, dizendo uma coisa em inglês ou francês para consumo internacional, e dizendo, ou mais ainda fazendo, algo bastante diferente perto de casa. Assim, em Julho de 2004, Qaradawi afirmou a uma estação de TV britânica que o Islão não requer uma guerra contra homossexuais. Mas já na Al Jazeera Arabic, referiu-se aos gays como "pervertidos sexuais" que devem sofrer sanções penais variando de lapidação a "serem atirados de um lugar alto".